# Марно, Жан
Жан Марно́ (в некоторых источниках Марнольд, фр. Jean Marnold, настоящая фамилия Морлан, фр. Morland; 19 апреля 1859, Париж — 15 апреля 1935) — французский музыкальный критик, музыковед
, переводчик. Правнук генерала де Морлана.
На протяжении многих лет музыкальный обозреватель газеты Mercure de France, соучредитель (вместе с Луи Лалуа) приложения к ней Mercure musical (1905). Выступал с горячей поддержкой Мориса Равеля и Клода Дебюсси и с резкими обвинениям в адрес не признававших новую музыку консерваторов. Опубликовал также серию статей, направленных против музыковедческих теорий Хуго Римана. Некоторые статьи Марно собраны в сборник «Музыка прежде и сейчас» (фр. Musique d'autrefois et d'aujourd'hui; 1912), он также напечатал публицистическую книгу «Случай Вагнера. Музыка во время войны» (фр. Le cas Wagner: la musique pendant la guerre; 1917).
Вместе с братом Жаком Морланом (1876—1931) перевёл на французский язык книгу Фридриха Ницше «Происхождение трагедии из духа музыки».
В 1910 г. дрался на дуэли на шпагах с журналистом и драматургом Жоржем Казеллой.